# Ahmed Chouchane
Ahmed Ben Ibrahim Ben Mohamed El Tahar Chouchane, né le 23 juin 1959 à El Guerrara, est un militaire algérien. Capitaine des forces spéciales de l'armée algérienne, arrêté en 1992 pour ses liens avec le Groupe islamique armé (GIA), il sera emprisonné trois ans. Il se réfugié en 1997 en Grande-Bretagne et fait partie du Mouvement algérien des officiers libres (Maol). Il revient en Algérie le 4 mars 2020.

## Parcours militaire
Ahmed Chouchane entre en 1978 à l'Académie militaire interarmes de Cherchell. Le 21 janvier 1981, il sort de l'académie avec le titre de sous-lieutenant de l'arme blindée, en 1985, il obtient le grade de lieutenant et en 1990 celui de capitaine. Selon le journaliste Mohamed Sifaoui, Ahmed Chouchane est un « salafiste convaincu ».

## Arrestation
Ahmed Chouhane était en contact avec les groupes islamiques armés du GIA. Le 13 mars 1991, il rencontre les chefs islamistes Said Makhloufi, Abdelkader Chabouti, Mansouri Elmiliani, Rabah Guettaf, le capitaine Ahmed Benzmirli et d'autres lieutenants. Le 3 mars 1992, Ahmed Chouchane est arrêté et son procès aura lieu au tribunal militaire de Béchar. Il affirme qu'après avoir été torturé il a signé sous la contrainte le procès-verbal qui l’accusait d’atteinte à la sécurité de l’État algérien, de la création d’une armée secrète au sein de l’ANP et de la division du territoire national. Il sera condamné à 3 ans de prison pour « manœuvres subversives ».
En 1995, Ahmed Chouchane sort de prison et quitte l'Algérie. Il passe deux ans en Afrique de l'ouest, puis en 1997, il demande l'asile politique en Grande-Bretagne.
En 2002, Ahmed Chouchane fait partie des témoins de Habib Souaïdia, un ex-militaire algérien exilé qui accuse l'armée algérienne des massacres de la décennie noire attribués aux groupes islamistes armés (dans son livre « la Sale Guerre »). Le procès du général-major Khaled Nezzar contre Habib Souaïdia se tient du 1er au 5 juillet 2002, devant la 17e chambre correctionnelle du tribunal de grande instance de Paris. Ahmed Chouchane y déclare que le colonel Athmane Tartag lui aurait affirmé que le chef du GIA Djamel Zitouni était un membre des services secrets algériens. Khaled Nezzar y affirme qu'Ahmed Chouchane est un extrémiste, sympathisant du FIS.
Ahmed Chouchane mène depuis la Grande-Bretagne la campagne du « Qui tue qui en Algérie ? », à travers le Mouvement algérien des officiers libres (Maol). Il appelle également au « nettoyage des rangs de l'armée » « des responsables affiliés à l’ancien colonisateur » et à soutenir le chef d’état-major et vice-ministre de la Défense, Ahmed Gaïd Salah.

## Engagement politique
Après les événements de 2011 en Algérie, Ahmed Chouchane créé le 6 février 2012, le parti d'opposition « Conseil de redressement National ». En 2014, il devient membre du congrès pour le changement national aux côtés de Salah Eddine Sidhoum. Et après les événements de Ghardaïa, il crée le 11 novembre 2015 le « Front populaire contre la Tutelle Française »,.

## Propos racistes
Ahmed Chouchane est connu pour ses propos racistes contre la culture amazigh. À la suite des émeutes de Béjaïa du 2 janvier 2017, il demande l'intervention de l'armée algérienne contre la Kabylie en déclarant : « Rasez cette région s’il le faut, car elle constitue un nid de traîtrise et d’intelligence avec les ennemis de l’Algérie », et affirme que « la France est derrière ce complot » et que l'appel à manifester serait « parti du centre culturel français d'Alger ». Ahmed Chouchane avait déjà dans le passé traité également les Mozabites de « serpents venimeux ». Djamel Benouh, un ressortissant algérien en Grande-Bretagne, a déposé plainte contre lui pour propos racistes en 2017. 